# Jan van Susante

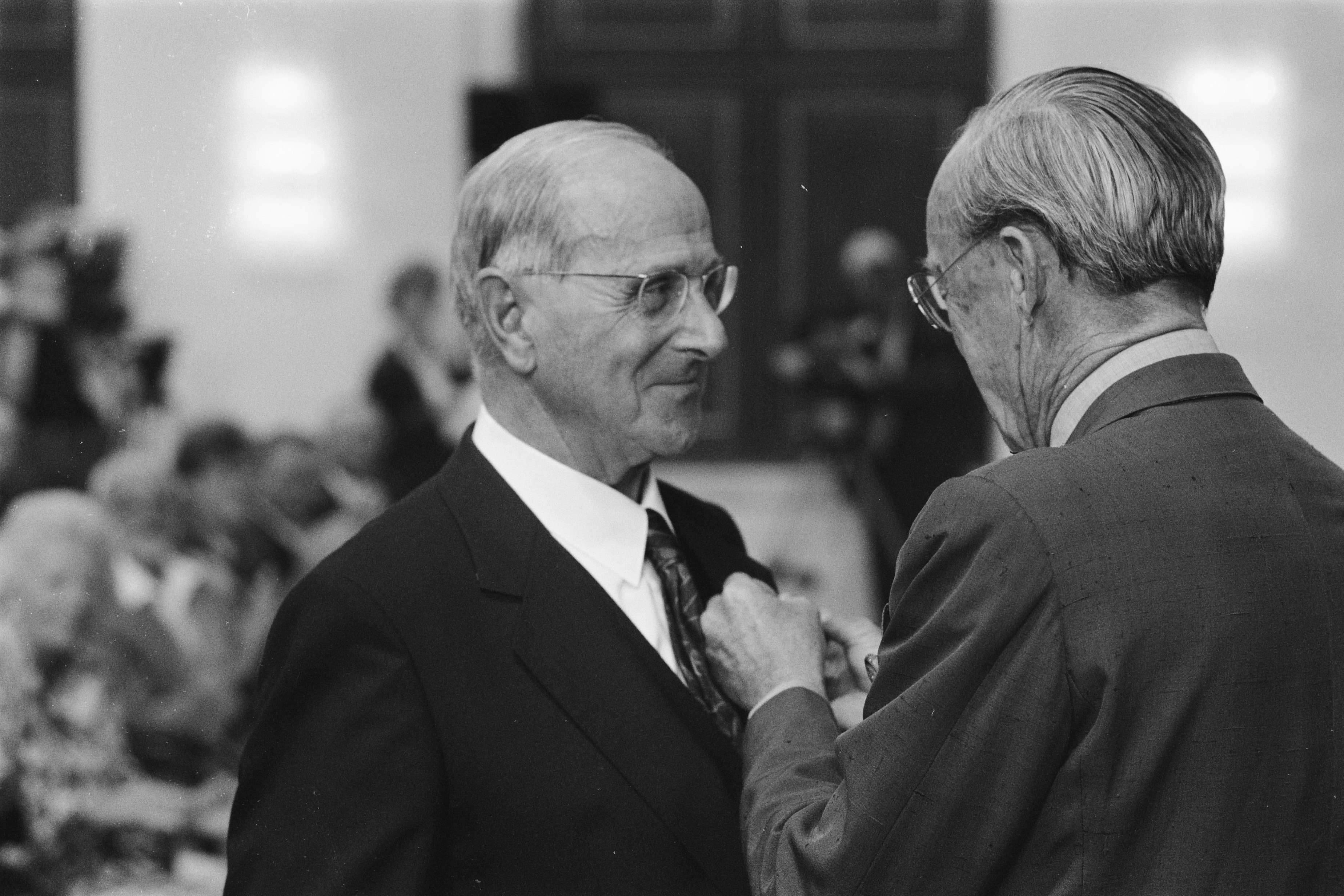
J.M. van Susante krijgt Zilveren Anjer opgespeld, 1989

Jan Maria van Susante (Boxtel, 4 september 1913 – Geijsteren, 17 juli 2003) was een Nederlandse psycholoog, ondernemer, bestuurder en natuurbeschermer.

## Biografie
Van Susante werd geboren in Boxtel als zoon van Johannes Justinus van Susante en Dorothea Maria Elisabeth Spierings. In 1930 deed hij eindexamen HBS-B te Rolduc. Hij werkte vervolgens gedurende tien jaar in het familiebedrijf dat sigaren produceerde, waaronder bekende merken als Elisabeth Bas en La Paz. In 1941 deed hij staatsexamen gymnasium, waarna hij een jaar Nederlands studeerde. Hij stapte daarna over naar de studie psychologie die hij in 1947 voltooide. In hetzelfde jaar trouwde hij met Rosalia Maria Francisca Litjens. Hij was toentertijd werkzaam als psychologisch assistent bij de Roomsch Katholieke Universiteit. Zijn echtgenote overleed nog geen jaar later, in januari 1948.
In 1948 trad hij in dienst als directeur van het Gemeenschappelijk Instituut voor Toegepaste Psychologie (GITP) in Nijmegen. Hij hertrouwde in 1950 met Maria Juliana Johanna Hoefnagels (1915-2000). In 1953 promoveerde hij in Nijmegen tot doctor in de letteren en wijsbegeerte.
In 1956 werd Van Susante benoemd tot directeur van Chemische Fabriek L. van der Grinten, die later fuseerde tot Océ van der Grinten. In 1958 begeleidde hij de beursgang van de Chemische Fabriek L. van der Grinten, die sinds 1952 een naamloze vennootschap was, op de Amsterdamse Aandelenbeurs. Van 1968 tot 1971 bekleedde hij de functie van voorzitter van de directie, waarmee hij de eerste niet-familielid was die deze positie innam. Na zijn voorzitterschap trad hij toe tot de raad van commissarissen van het bedrijf.
Naast zijn zakelijke activiteiten was Van Susante een natuurbeschermer. Hij zette zich in voor het behoud van natuurgebieden in Limburg, was voorzitter van Het Limburgs Landschap en doneerde aanzienlijke bedragen aan natuurmonumenten in de regio. Zo kocht hij in 1969 Kasteel Goedenraad, knapte het vervallen kasteel op, om het later te verkopen aan de Stichting Het Limburgs Landschap. Voor zijn verdiensten op het gebied van natuurbescherming kreeg hij in 1989 de Zilveren Anjer opgespeld.
- International Standard Name Identifier: 0000 0000 4710 6145
- Library of Congress Control Number: no2008008045
- Nederlandse Thesaurus van Auteursnamen: 074499637
- Virtual International Authority File: 61341899